# Thalassodes baladensis
Thalassodes baladensis là một loài bướm đêm trong họ Geometridae.